# Juliusz Wolfarth

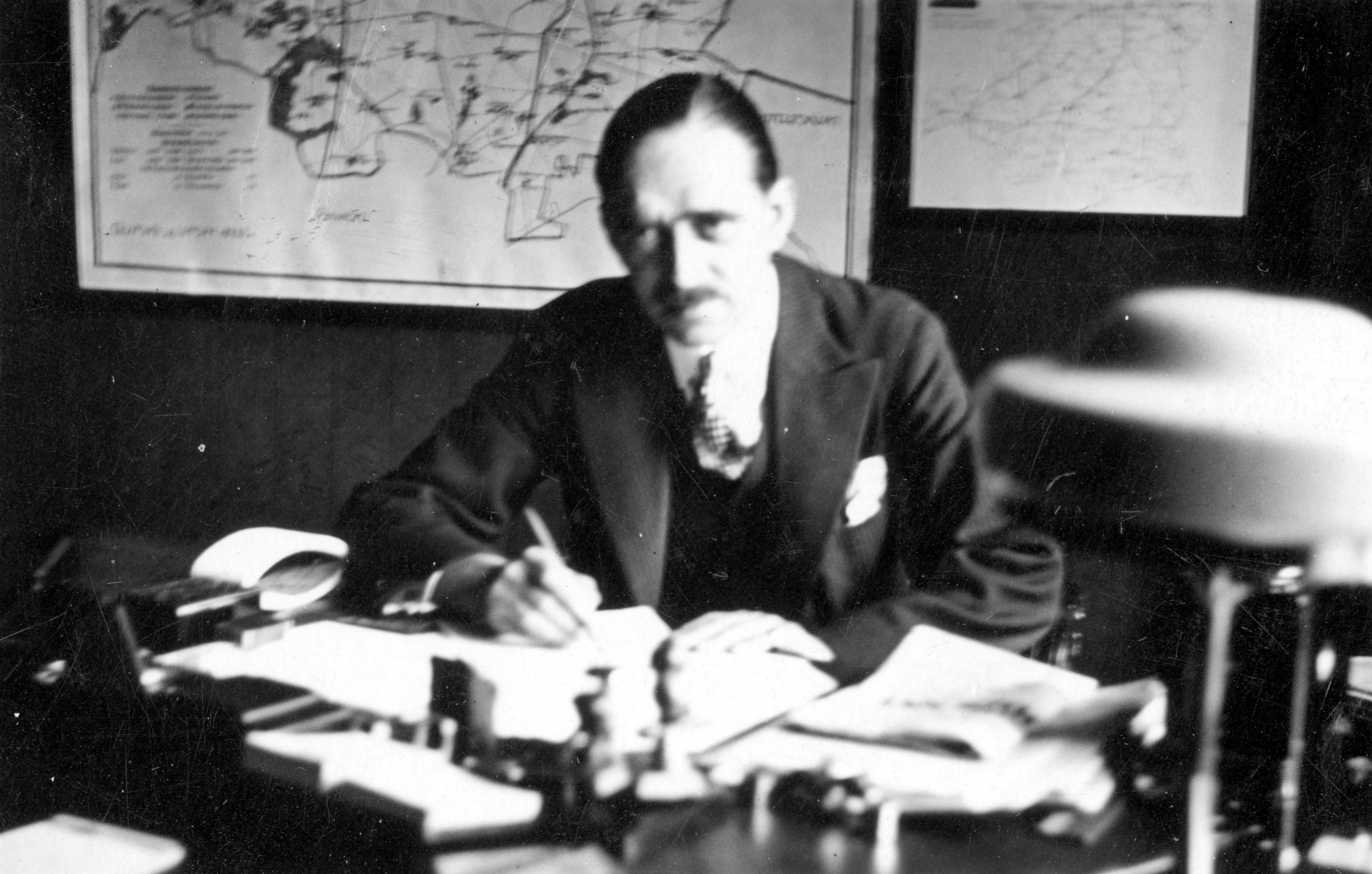
Juliusz Wolfarth, starosta gostyński, przy biurku.

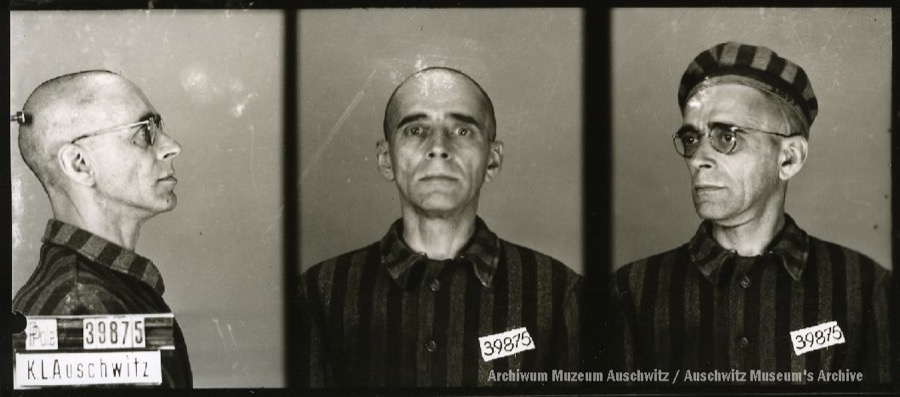
Juliusz Wolfarth więzień KL Auschwitz.

Juliusz Bronisław Wolfarth baron herbu własnego (ur. 21 listopada 1888 w Lipicy Górnej, zm. 17 lipca 1942 w KL Auschwitz) – polski urzędnik, w latach 1932–1937 starosta gostyński, więzień KL Auschwitz.

## Życiorys
Urodził się 21 listopada 1888 w Lipicy Górnej, w ówczesnym powiecie rohatyńskim Królestwa Galicji i Lodomerii, w szlacheckiej rodzinie Bronisława Juliana i Modesty Franciszki Matyldy z Malczewskich herbu Tarnawa. Był starszym bratem Stanisława (ur. 1890), studenta Uniwersytetu Jagiellońskiego, podporucznika rezerwy c. i k. Pułku Ułanów Nr 1 i porucznika 8 Pułku Ułanów, poległego 4 lipca 1920 pod Kołodenką (Kołodzianką). Jego dziadami byli: Franciszek Wolfarth, poseł do austriackiej Rady Państwa i Juliusz Malczewski, podporucznik armii Królestwa Polskiego.
Na stopień kadeta rezerwy został mianowany ze starszeństwem z 1 stycznia 1910 i przydzielony w rezerwie do Galicyjskiego Pułku Ułanów Nr 1 we Lwowie. W 1912 został mianowany chorążym rezerwy z tym samym starszeństwem. W szeregach macierzystego pułku wziął udział w mobilizacji sił zbrojnych Monarchii Austro-Węgierskiej, wprowadzonej w związku z wojną na Bałkanach (1912–1913), a następnie walczył w czasie I wojny światowej. Na stopień nadporucznika rezerwy został awansowany ze starszeństwem z 1 lutego 1916 w korpusie oficerów kawalerii.
27 sierpnia 1920 został zatwierdzony z dniem 1 kwietnia 1920 w stopniu rotmistrza, w kawalerii, w grupie oficerów byłej armii austro-węgierskiej. Pełnił wówczas służbę w 8 pułku ułanów.
Jako starosta gostyński Juliusz Wolfarth objął honorowy patronat nad budową domu kultury, którego budowa rozpoczęła się 20 maja 1935.
Zginął w 1942 roku w obozie koncentracyjnym Auschwitz.
Jego syn Stanisław Wolfarth (1933–2007) był farmakologiem, profesorem nauk medycznych.

## Ordery i odznaczenia
- Brązowy Medal Zasługi Wojskowej z mieczami na wstążce Krzyża Zasługi Wojskowej[15]
- Krzyż Wojskowy Karola[15]
- Krzyż Jubileuszowy Wojskowy[15]
- Krzyż Pamiątkowy Mobilizacji 1912–1913[8]

30 maja 1936 Komitet Krzyża i Medalu Niepodległości odrzucił wniosek o nadanie mu tego odznaczenia „z powodu braku pracy niepodległościowej”.